# Madalena, Azori
Madalena (portugalska izgovorjava: [mɐðɐˈlenɐ]) je občina in mesto ob zahodni obali otoka Pico v portugalskih Azorih. Leta 2011 je imela 6049 prebivalcev, na površini 147,12 km². Občina meji na stratovulkan Pico na vzhodni meji in kanalom Faial, ki Pico loči od otoka Faial sedem kilometrov stran. Skoraj v celoti ga obkroža Atlantski ocean, razen na vzhodu, kjer meji na župniji São João (Lajes do Pico) na jugovzhodu in Santo António (São Roque do Pico) na severovzhodu.

## Zgodovina
Naselitev otoka Pico se je zgodila veliko kasneje kot večine otokov, deloma zaradi večjega zanimanja za ostale otoke Centralne skupine. Nekaj časa so bili edini prebivalci otoka le majhne črede, ki so jih lastniki iz Faiala in Terceire pustili skupaj z njihovimi skrbniki (nekateri so bili sužnji). Šele ko je infantinja Beatriz nadaljevala z reorganizacijo otoške uprave in spodbujala večjo kolonizacijo otokov Centralne skupine (med letoma 1470 in 1480), se je to spremenilo. Leta 1483 sta bila Faial in Pico vključena v eno kapitanijo, pod Flemom Josse van Huerterjem, in naseljence so spodbujali k kolonizaciji otoka Pico. Toda še vedno območje Madalene, s svojo skalnato obalno ravnino, ni pritegnilo veliko novih naseljencev, skupnost pa se ni bistveno razširila, dokler se leta 1723 ni ustanovila občina.
V prvi četrtini 18. stoletja se je občina Madalena že utrdila v "vinskem ciklusu", ki je pomnožil bogastvo njenih posestnikov in povečal željo domačinov za emancipacijo od kapitanije Faial. Vnos grozdja na otok se je zgodil skoraj takoj s prvimi naseljenci, skupaj s pridelavo pšenice in pridelavo vina in oljčnega olja (to sta bili takratni nosilki tradicionalne mediteranske krščanske kulture). V 15. in 16. stoletju so bili vinogradi vir preživetja, nato izvoza, ker so tla in skalnati teren skoraj onemogočili razvoj žitne kulture. Razširjenost vinogradov, ki se je začela v 17. stoletju, je bila posledica tal in osvajanja trgov za vina verdelho iz Pica. Edinstvena kultura grozdja, ki raste na tleh ali v vulkanskih kamninah, je omogočila ustanovitev industrije in odprla nove trge za izdelke s poreklom iz Madalene. V drugi polovici 17. stoletja je propad industrije barvila, ki je podpirala številne Azorske otoke in upad Iberske hegemonije (Portugalska je bila v tem času v dinastični zvezi s Španijo) v Severni Ameriki na otokih ustvarila krizo. Rast vinogradništva na kakovostnejših tleh je omogočila izboljšanje kast in povečanje ugleda in verodostojnosti vin Piquense. Poleg tega so novi trgi v Severni Ameriki in Braziliji izboljšali izvoz, ki se je predvsem opiral na angleško pokroviteljstvo in nakupe.
Rast izvoza vina iz Pica je dvignila sosednje mesto Horta na status občine, saj so bile vse mednarodne pošiljke opravljene iz zaščitenega pristanišča na otoku, kar je povzročilo socialno-ekonomske razlike med nerazpoloženimi "delavci" Piquense in podjetniki / lastniki zemljišč iz Faiala. Skupaj z demografsko rastjo na Madaleni je ta premik dvignil krike za emancipacijo Madalene in otoka Pico. Pravzaprav sta oče Gaspar Frutuoso in brat Agostinho de Montalverne potrdila, da so se kolonisti v Madaleni potrojili v 17. stoletju; leta 1587 je bilo manj kot 3000 prebivalcev in okoli 9000 do leta 1695, kar je prisililo preoblikovanje lokalne cerkve. Pico se je premaknil "po lestvi" mestnih hierarhij od petega največjega središča na Azorih do četrtega, za São Miguelom, Terceiro in Faialom. Sredi 18. stoletja je bilo prebivalcev več kot 19.000 prebivalcev. Občina je bila ustanovljena 8. marca 1723.
Leta 1793 in med letoma 1800 in 2002 je Madalena prispevala 80% domače prodaje na otoku Pico, predvsem blagovnih znamk vin na trge v Novem svetu, Baltskih državah, Indiji in Macau. Do začetka 19. stoletja se je izvoz izvajal iz Horte, kjer bi večina trgovskih flot poklicala (zaradi svojih vrhunskih storitev in zaščitenega zaliva). Toda rast otoka je na koncu podprla gradnjo zavetišča v Madaleni, ki bo postalo pristanišče.
Medtem ko je Madalena postala prevladujoče središče na otoku, jo je prizadela trtna uš, ki je uničila številne vinograde in začela obdobje gospodarskega pomanjkanja. Diverzifikacija gospodarskih dejavnosti je bila edini način za reševanje teh težav in izboljšanje razmer. Industrija sadja, zlasti sadovnjaki citrusov, je postala pomembna sestavina v pristaniščih Horta in Madalena. Razvil se je tudi kitolov, vendar je imel največje posledice v skupnostih, ki so obkrožale otok, vendar ne v pristojnosti Madalene.
V 20. stoletju je mlečna industrija nadaljevala s ciklom razcveta in propadanja, medtem ko se je ekoturizem osredotočil na Pico in zgodovinsko-kulturna narava otoka se je razvila po evropskem povezovanju.

## Geografija
Občina obsega naslednjih šest župnij:
- Bandeiras - vas, povezana z blaginjo "vinskega cikla" 18. in 19. stoletja; glavna področja so Cais do Mourato in Cachorro, obe "turistični mesti", slednja lokacija kapelice, znane po tradicionalnem pokornem romanju in Cabeço Chao območje z mikroklimo.
- Candelária - civilna župnija na območju vinogradov in sadovnjakov, rojstni kraj pokojnega kardinala, Jose da Costa Nunes.
- Criação Velha - območje sorazmerno starejše zgodovine, se še vedno šteje za pravi dom vina verdelho, kjer zlato grozdje zori na velikih poljih lave, običajno na območju Lagido.
- Madalena - trgovsko in komunikacijsko središče otoka. S svojim položajem proti velikemu otoku Faial (in mestu Horta) je od svojega prvotnega naselja doživelo glavno pristanišče, ki zagotavlja povezave s sosednjimi otoki. Meji na dva otočka, ki sta bila (skupaj s samim vrhom Pico) značilna za otok Pico: Ilhéu Deitado ("ležeči otoček") in Ilhéu em Pe ("stalni otoček"). Območje Areia Larga velja za letovišče naselja, mesto najstarejših dvorcev, povezanih s "vinskim ciklom". Voda v pristanišču v kraju Areia Funda je umazana in se v njej ne bi smeli kopati, v Sao Roqueju so boljši kraji za kopanje poleti, če morate plavati v Madaleni, je najboljše mesto za to občinska plaža.
- São Caetano - še vedno imenovan Prainha do Sul ("Mala južna plaža") ali Prainha do Galeao ("Mala plaža Galleona"), zaradi ladje, ki jo je v 16. stoletju zgradila Garcia Gonçalves Madruga, da bi plačala dolgove kralju João III., vključuje zaselek Terra do Pao in majhno cerkev sv. Marjete.
- São Mateus - ena najstarejših vasi na otoku, je bila ustanovljena leta 1482, kot alternativa pristanišču Madalena (povezuje Pico s Faialom) in kot osnova za kitolov. Priznana je tudi po čipkaricah, ki izdelujejo vezenje in kvačkanje.

## Znamenitosti
V središču mesta se dviga triladijska župnijska Igreja Santa Maria Madalena z dvema vidnima stolpoma iz 17. stoletja. V Rua Carlos Dabney, glavni nakupovalni ulici, je mestna hiša (Câmara Municipal) iz 18. stoletja in nasproti kapele sv. Duha (Império do Espírito Santo da Madalena). V parku Jardim dos Maroiços v velikosti 1500 m² je bila urejen »Maroiço«. To so za otok Pico značilne piramide  iz lave, ki je bile nakopičena iz številnih njiv da so uredili polja.
V nekdanjem samostanu karmelčanov, ki je bil zgrajen v 17. stoletju, je od leta 1999 Muzej vina (Museu do Vinho). Na 800 m² velikem zunanjem delu muzeja, kjer je prikazano vinogradništvo med lavinim kamnom in azorskimi značilnimi zidovi, je nekaj izjemno velikih dreves zmajevcev (Dracaena), od katerih ima najstarejše 800 do 1000 let. Ta drevesa so bila na otoku zelo pomembna za gospodarstvo do šestdesetih let, ko je njihovo lubje prečistilo rdeči sok, ki se je stoletja uporabljal za barvanje tekstilij in izdelavo protibolečinskih sredstev, ki so ljudi opozarjale na kri zmajev - od tod tudi ime drevesa. V bližini muzeja, v ulici Rua do Carmo, je več rezidenc iz kamna, ki dajejo idejo o tradicionalni arhitekturi otoka Pica.
V južnem okrožju Areia Larga je dvorec Solar dos Salemas, katerega najstarejši deli segajo v 18. stoletje

## Pobratena mesta
- Portugalska: Covilhã[7]